# Inspektorat Wschodni Okręgu Lwów Armii Krajowej
Inspektorat Wschodni Okręgu Lwów AK – terenowa struktura Okręgu Lwów Armii Krajowej o kryptonimie „Buki”, „13”, „Róża”, „Bursztyn”.
Powstał w 1942. Jego dowódcą był kpt. „Klon”. W pierwszym kwartale 1943 inspektorat został przekazany do Okręgu Stanisławów Armii Krajowej (z wyjątkiem Obwodu Przemyślany).

## Organizacja inspektoratu
W kwietniu 1942 istniał zawiązek obwodu w Busku. Zaczynano wówczas organizować obwód („Baza”) z jednym punktem organizacyjnym („Sklep”). Na terenie przyszłego  inspektoratu działali dwaj oficerowie rezerwy, jeden podoficer zawodowy i jeden mężczyzna nie służący wcześniej w wojsku.
W czerwcu 1942 działalność prowadziło już 56 punktów organizacyjnych, istniały zawiązki 37 plutonów ze 102 drużynami. Inspektorat liczył 426 ludzi, w tym jeden zawodowy podporucznik, 19 oficerów rezerwy i 263 podoficerów. Jesienią w sprawozdaniach Inspektoratu podawane były już jednak mniejsze stany. Występują w nich tylko cztery plutony z 19 drużynami, dwaj oficerowie zawodowi i dziewięciu rezerwy, oraz 33 podoficerów. Stany w obwodzie Przemyślany – zerowe.
Z dniem 1 maja 1943 Inspektorat Wschodni został zlikwidowany. Obwody Brody (krypt. „Puchacz”) i Krasne – Busk (krypt. „Kania”) przekazano do Okręgu Tarnopol (krypt. „Weterynaria”), zaś Obwód Przemyślany do Inspektoratu Południowego.

## Obwody inspektoratu
- Obwód Krasne – Busk Armii Krajowej („15”, „Browar”)
- Obwód Brody Armii Krajowej („14”, „Smolarnia”, „Tartak”)
- Obwód Przemyślany Armii Krajowej („16”, „Fara”)

## Komendant
- kpt. sł. st. piech. Edward Sidorowicz[2] „Klon”, „Ostróg” (lipiec/sierpień 1942 – kwiecień 1943).